# Incidente aereo di Saint-Laurent-en-Gâtines del 26 febbraio 1938
Il 26 febbraio 1938 un bombardiere Bloch MB 200 della III Escadrille (Br 201) della 32éme Escadre du bombardement  precipitò a Saint-Laurent-en-Gâtines mentre cercava di raggiungere l'aeroporto di Tours-Parçay Meslay, con la morte di tutti i cinque membri dell'equipaggio.

## L'incidente

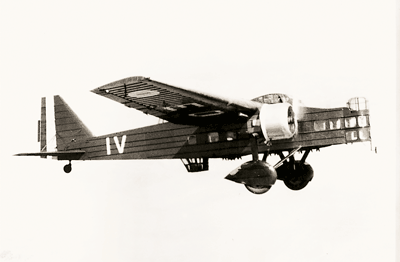
Un Bloch MB 200 in volo

Nella notte tra il 25 e il 26 febbraio 1938 un bombardiere Bloch MB 200 della III Escadrille (Br 201) della 32éme Escadre du bombardement di Châteauroux stava rientrando alla sua base. L'equipaggio era composto dal sottotenente Vieux, dal tenente Bédat, dal maresciallo Perrin, dal sergente maggiore Giclon e dal sergente Aubry. A seguito di una probabile avaria a uno dei due motori radiali Gnome et Rhône, il pilota cercò un punto dove atterrare in emergenza. L'aereo stava perdendo quota e si trovava impossibilitato a raggiungere l'aeroporto di Tours-Parçay Meslay, scelto come destinazione alternativa.
L'equipaggio cercò un luogo adatto all'atterraggio in campo aperto, usando i propri razzi di segnalazione per trovarlo. Purtroppo il bombardiere andò dritto a collidere contro una casa, la fattoria dei coniugi Roger. Il signor Roger rilasciò poi la seguente dichiarazione alla stampa: Eravamo a letto da un'ora e fummo svegliati da un terribile schianto. Il tetto centrale della fattoria era crollato e tutto si era incendiato. Secondo la testimonianza, un motore dell'aereo aveva terminato la propria corsa a 40 centimetri dal letto del figlio, lasciandolo indenne ma incapace di dire una parola. Il quotidiano La Touraine Républicaine scrisse che i primi testimoni dell'incidente, giunti subito sul posto, videro i tre membri della famiglia scappare dalla loro abitazione, sfuggendo di poco alle fiamme circostanti. Tutti e cinque i membri dell'equipaggio perirono nel disastro.
Dato l'alto numero di incidenti che avevano colpito il modello Bloch MB 200, che fu soprannominato dalla stampa bara volante, il Ministero dell'aeronautica incaricò il capo di stato maggiore dell'Armée de l'Air, generale Joseph Vuillemin, di effettuare una approfondita indagine sui motori Gnome et Rhône e sul loro utilizzo.
Un anno dopo l'incidente, il 28 febbraio 1939, vicino ad un muro della ricostruita fattoria venne inaugurato un monumento commemorativo in memoria dell'equipaggio. Tra i presenti vi erano il tenente colonnello de Busnel, ex comandante della 32éme Escadre de Châteauroux, e il comandante Châtelain, capo del gruppo a cui apparteneva l'aereo.

### Fonti
1. 1 2 3 4 5 6 7 8 9 10 11  Aeroplane de Touraine.
2. 1 2 3  Bureau of Aircraft Accidents Archivies.
3. ↑  Aerosteles.